# Harley Cokeliss
Harley Cokeliss (* 11. Februar 1945 in San Diego, Kalifornien als Harley Louis Cokliss) ist ein US-amerikanischer Regisseur, Drehbuchautor und Filmproduzent. Bekannt wurde er durch die Kinofilme Black Moon, Malone, Dream Demon – Traumdämon und Jagd auf einen Namenlosen.

## Leben und Karriere
Harley Cokeliss, geboren 1945 in San Diego im Bundesstaat Kalifornien, wuchs in Chicago in Illinois auf. 1966 zog er nach England, um an der London Film School zu studieren. Im Jahr 1970 begann er dann eigene Dokumentationen als Regisseur zu realisieren, darunter Chicago Blues (1970), It's Fantastic! It's Futuristic! It's Fatalistic! It's Science Fiction! (1973) und The Need for Nightmare (1974). Seit 1976 ist Cokeliss im Filmgeschäft auch in verschiedenen anderen Funktionen tätig, unter anderem als Drehbuchautor und Produzent.
Nach The Glitterball im Jahre 1977, drehte er 1981 mit Der Kampfkoloß seinen zweiten Science-Fiction-Film. 1986 inszenierte er nach einem Drehbuch von John Carpenter die Kinoproduktion Black Moon mit Tommy Lee Jones, Linda Hamilton und Robert Vaughn in den Hauptrollen. Ein Jahr später folgte der Actionfilm Malone mit Burt Reynolds in der Titelrolle. 1988 führte er dann bei dem Horrorfilm Dream Demon – Traumdämon Regie. Im Jahr 2000 entstand unter seiner Federführung der Actionthriller Jagd auf einen Namenlosen mit Ray Liotta. Cokeliss übernahm neben der Regie, die Produktion und schrieb auch das Drehbuch zum Film.
In den 1990er und 2000er Jahren war Cokeliss dann überwiegend für das Fernsehen aktiv, so inszenierte er mehrere Fernsehfilme und setzte zahlreiche Episoden von namhaften Fernsehserien, unter anderem Hercules, Xena – Die Kriegerprinzessin, Robin Hood, Die Profis – Die nächste Generation oder Immortal – Der Unsterbliche in Szene.
2010 drehte Harley Cokeliss mit dem Mysteriefilm Paris Connections seinen bislang letzten Kinofilm.
Harley Cokeliss ist Mitglied der Directors Guild of America und Directors Guild of UK und wird von IPG in Los Angeles vertreten.

## Auszeichnungen
- 1982: Fantasporto-Nominierung in der Kategorie International Fantasy Film Award für The Glitterball
- 1986: Mystfest-Nominierung in der Kategorie Best Film für Black Moon
- 1989: Fantasporto-Nominierung in der Kategorie International Fantasy Film Award für Dream Demon – Traumdämon
- 2003: Oulu International Children’s Film Festival-Award in der Kategorie Starboy Award für An Angel for May

## Filmografie (Auswahl)

### Als Regisseur
Kino
- 1970: Chicago Blues (Dokumentarfilm)
- 1976: The Battle of Billy’s Pond
- 1977: The Glitterball
- 1979: That Summer!
- 1981: Der Kampfkoloß (Warlords of the 21st Century)
- 1986: Black Moon (Black Moon Rising)
- 1987: Malone
- 1988: Dream Demon – Traumdämon (Dream Demon)
- 2000: Jagd auf einen Namenlosen (Pilgrim)
- 2010: Paris Connections

Fernsehen
- 1981: Of Muppets and Men: The Making of 'The Muppet Show' (Fernsehdokumentarfilm)
- 1994: Hercules und das vergessene Königreich (Hercules and the Lost Kingdom, Fernsehfilm)
- 1995: Hercules (Fernsehserie, 2 Episoden)
- 1995: Xena – Die Kriegerprinzessin (Fernsehserie, 1 Episode)
- 1997: Robin Hood (Fernsehserie, 3 Episoden)
- 1997: The Ruby Ring (Fernsehfilm)
- 1999: Die Profis – Die nächste Generation (Fernsehserie, 2 Episoden)
- 2000: Dark Knight (Fernsehserie, 2 Episoden)
- 2001: Immortal – Der Unsterbliche (Fernsehserie, 2 Episoden)
- 2002: An Angel for May (Fernsehfilm)
- 2015: Starhunter Transformation (Fernsehminiserie, 3 Episoden)

Kurzfilm
- 1971: Crash!

### Als Drehbuchautor
- 1976: The Battle of Billy’s Pond
- 1977: The Glitterball
- 1981: Der Kampfkoloß (Warlords of the 21st Century)
- 1988: Dream Demon – Der Traumdämon (Dream Demon)
- 2000: Jagd auf einen Namenlosen (Pilgrim)
- 2000: Dark Knight (Fernsehserie, 1 Episode)

### Als Produzent
- 2000: Jagd auf einen Namenlosen (Pilgrim)
- 2000: Dark Knight (Fernsehserie, 8 Episoden)
- 2002: An Angel for May (Fernsehfilm)
- 2008: Love Lies Bleeding